# Eta Piscium
Eta Piscium (Alpherg, Kullat-Nunu, 99 Piscium) é uma estrela na direção da constelação de Pisces. Possui uma ascensão reta de 01h 31m 28.99s e uma declinação de +15° 20′ 45.0″. Sua magnitude aparente é igual a 3.62. Considerando sua distância de 294 anos-luz em relação à Terra, sua magnitude absoluta é igual a −1.16. Pertence à classe espectral G8III. É uma estrela variável.
Eta Piscium é uma estrela dupla composta por uma gigante amarela e uma companheira mais fraca.